# Coves d'Artà
Les coves d'Artà són unes coves situades a Canyamel. Es varen formar arran d'alguna mena de moviment sísmic que varen patir les muntanyes a on estan situades i per l'acció contínua de les aigües subterrànies. Tenen una superfície de 450 metres.

## Situació
A un quilòmetre del nucli costaner de Canyamel, a la zona del Cap Vermell dins el terme municipal de Capdepera, trobem les coves de s'Ermità, també anomenades coves d'Artà pel fet que aquestes van pertànyer a Artà fins que, al segle xix, Capdepera es constituí en municipi independent.

## Història
Les coves, situades a 150 metres d'alçada i envoltades de muntanyes que s'alcen sobre la mar, no foren descobertes fins al començament del segle xix, encara que han estat visitades des de temps remots i és molt probable que els primitius habitants de l'illa, així com els diversos pobles que posteriorment l'habitaren ja les coneguessin. Des d'aleshores, són molts el personatges rellevants que les han visitades, com el poeta Costa i Llobera (1854-1922), que dedicà la seva obra La deixa del geni grec a les coves; o l'arxiduc Lluís Salvador (1847-1915), que va descriure de manera minuciosa en la seva obra Die Balearen la seva visita a l'indret. Des de l'època de l'arxiduc Lluís Salvador, en què la visita es feia amb llanternes de petroli, les coves s'han il·luminat, cosa que permet en l'actualitat contemplar amb un recorregut de menys d'una hora totes les imponents sales i les espectaculars estalactites i estalagmites, entre les quals destaca l'anomenada Reina de les columnes, de més de vint metres d'alçada.

## Vestíbuls i galeries
Els diferents departaments o dependències que trobam en la visita a les coves són: 
- Vestíbul o sala d'entrada
- Sala de les columnes
- L'Infern
- El Teatre
- Sala de les banderes
- Sala de les columnes

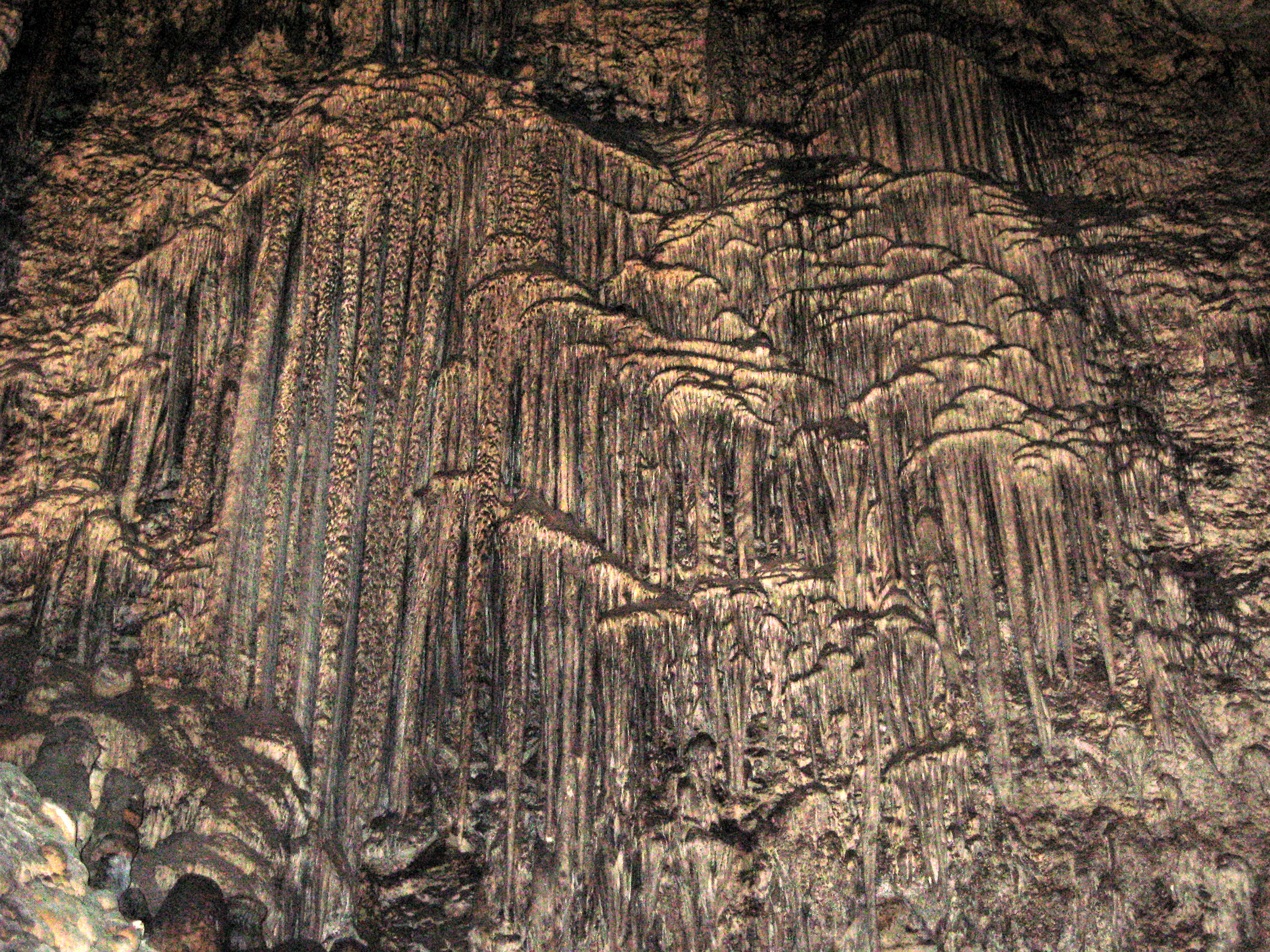
Interior de les coves
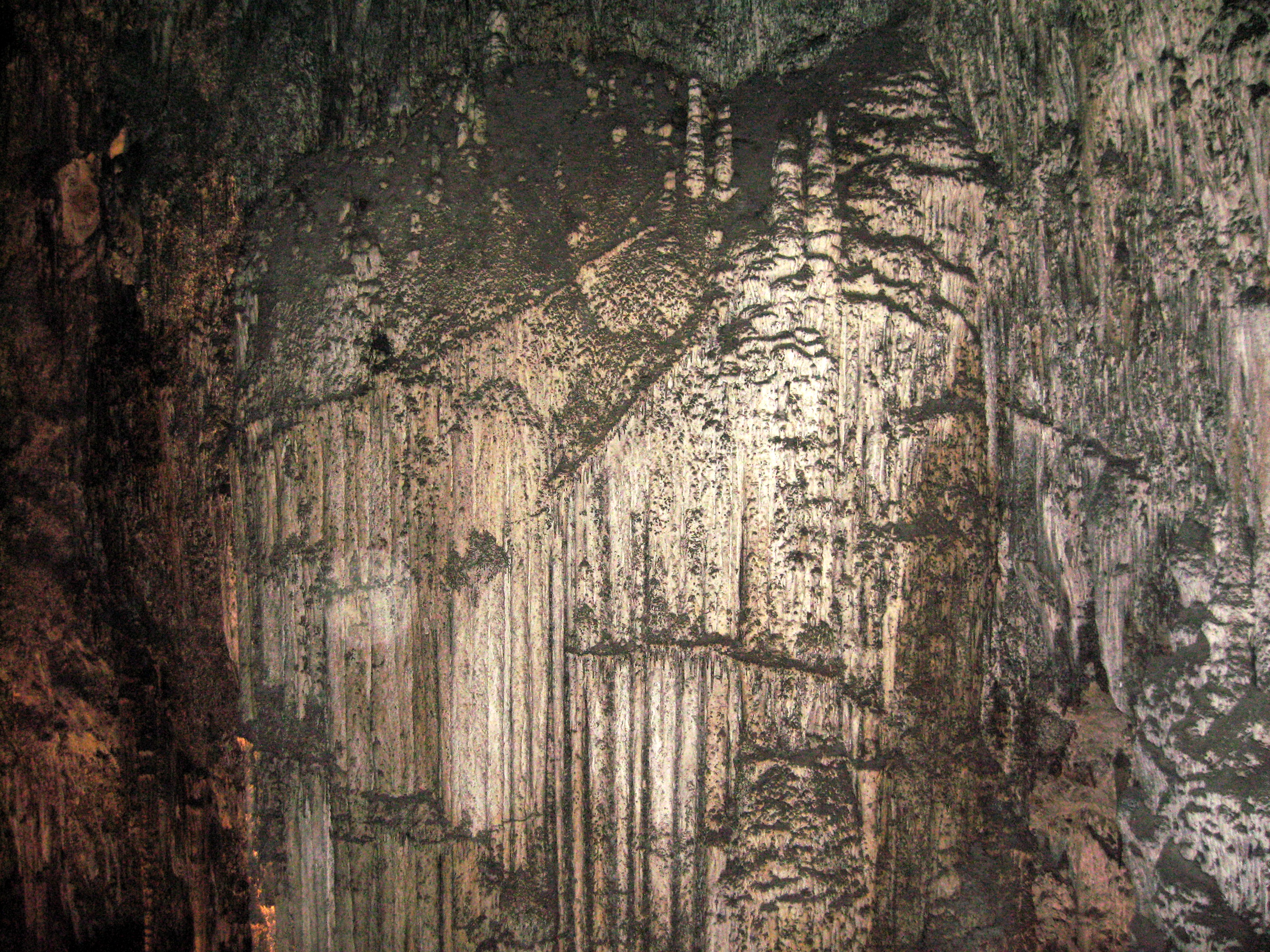
Formacions
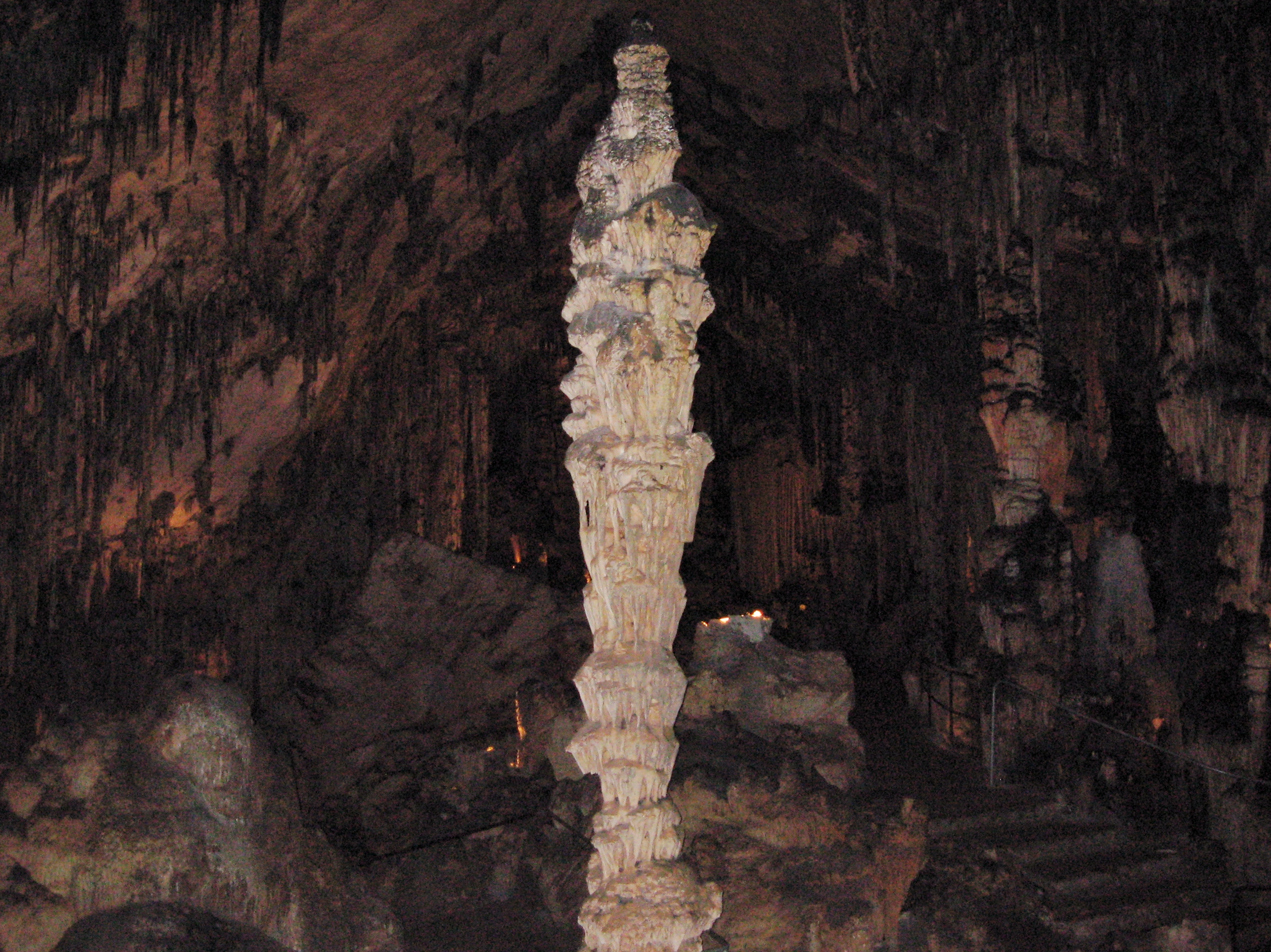
Columna